# 이반 피리스
이반 로드리고 피리스(스페인어: Iván Rodrigo Piris, 1989년 3월 10일, 파라과이 이타우과 ~ )는 클루브 리베르타드에서 뛰고 있는 파라과이의 축구 선수이다.

## 클럽 경력

### 세로 포르테뇨
피리스는 파라과이의 빅클럽 팀 세로 포르테뇨에서 3년간을 있었으며, 특히 2011년 코파 리베르타도레스에서 중요한 역할을 맡아 팀을 준결승까지 진출시켰다. 하지만 그의 뛰어난 활약은 전 세계의 클럽들에게 그의 능력을 알리게 됐고, 그가 세로 포르테뇨에 잔류하지 않을 것으로 보였다. 피리스는 결국 200만 유로로 추정되는 금액에 브라질 클럽 상파울루 FC와 계약을 맺었다. 그런데 상파울루는 피리스의 경제적 권리만을 사들였고, 선두 등록권은 데포르티보 말도나도에게 있어서, 독자적으로 이적료를 받았다. 상파울루는 2011년 7월 19일에 피리스와 2년 임대 계약을 맺었다.

### 상파울루
피리스는 2011년 코파 리베르타도레스가 끝난 이후, 상파울루가 7월 15일에 그와의 계약을 알린후에, 새로운 팀 동료들과 합류하였다.

### 로마
2012년 8월 1일, 피리스는 70만 유로에 2012/13 시즌 종료후 4백만 유로에 그를 영입할 수 있는 옵션을 가진채로 이탈리아 클럽 로마에 임대되었다. 그는 즈데네크 제만 지휘하에서는 사실상 주전 선수였지만, 그가 경질당하고 아우렐리오 안드레아촐리가 부임하고 바실리스 토로시디스와 경쟁하고나서, 조금의 출전 시간만을 부여받았다.

### 스포르팅 리스본
스포르팅 리스본은 피리스를 임대하였다.

## 국가대표팀 경력
피리스는 2011년 코파 아메리카에 준우승을 거뒀던 파라과이 축구 국가대표팀의 일원으로 참가하였다.

## 수상 경력
- 파라과이 프리메라 디비시온 2009-A